# Studio Hamburg Nachwuchspreis

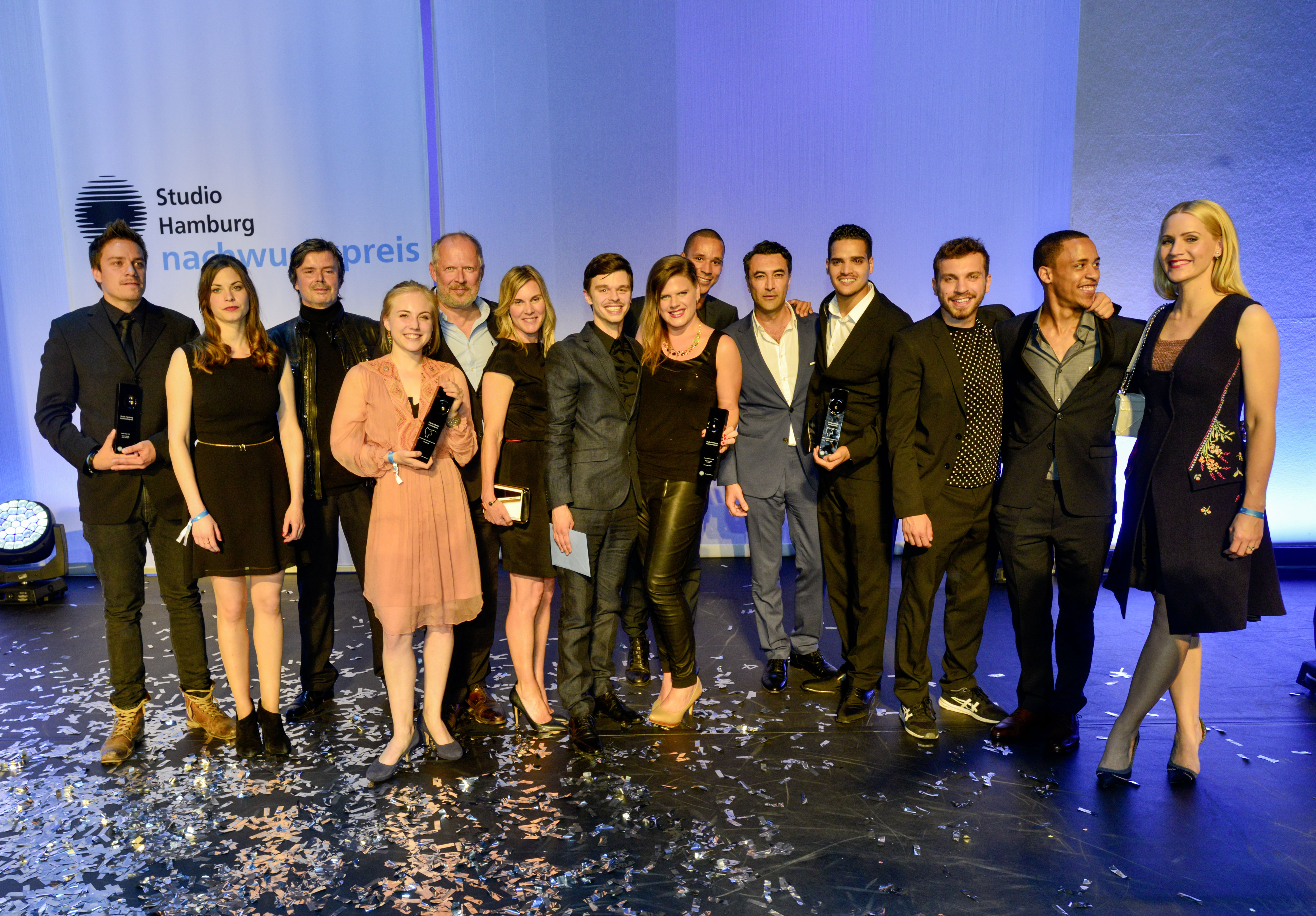
Preisträger 2015

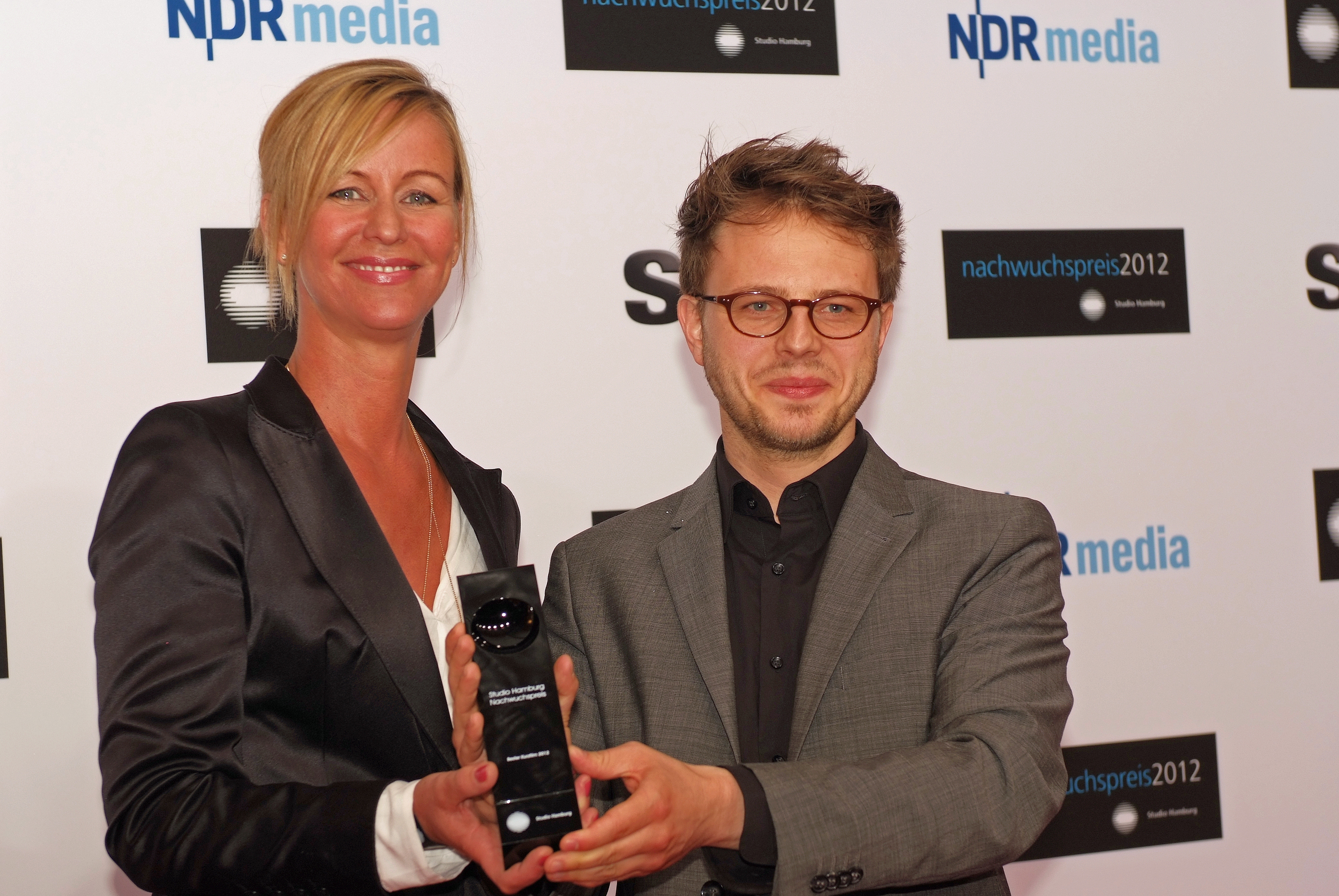
Florian Knittel, Gewinner des Publikumspreises 2012 für den besten Kurzfilm, mit Laudatorin Aelrun Goette

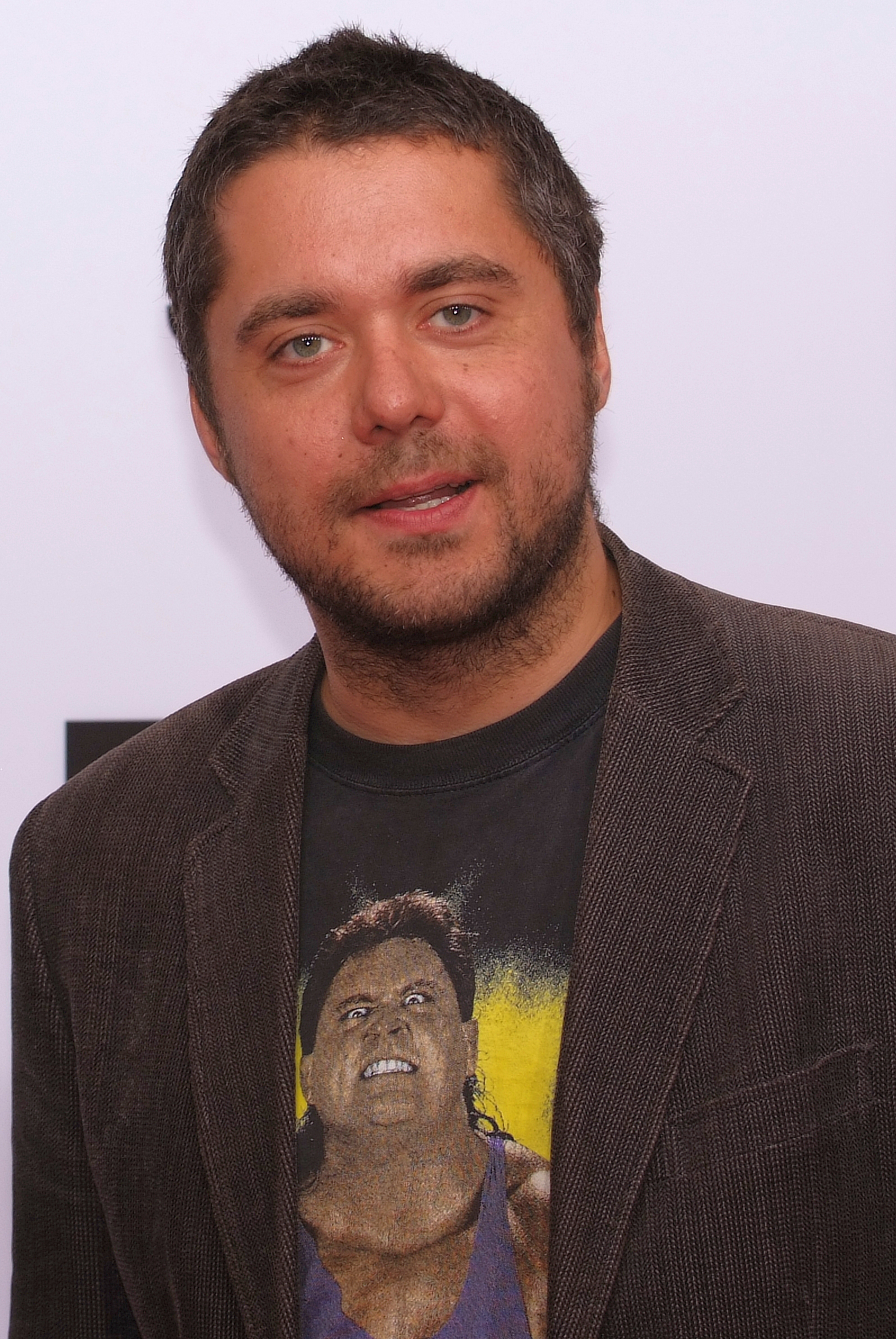
David Wnendt, Preisträger 2012 für das beste Drehbuch

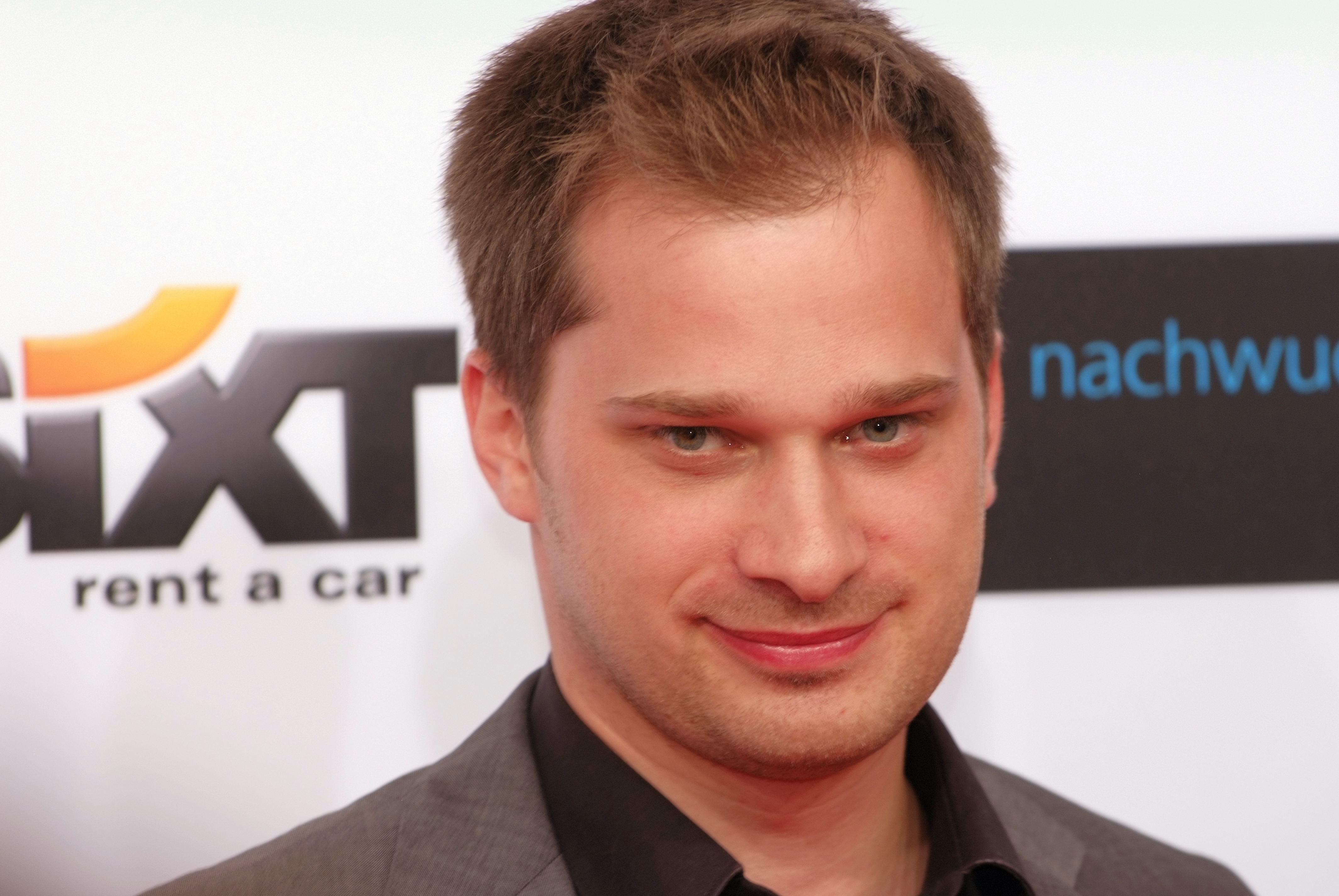
Lars-Gunnar Lotz, Preisträger 2012 für die beste Regie

Der Studio Hamburg Nachwuchspreis wurde von 1997 bis 2019 von Studio Hamburg vergeben. Der Wettbewerb richtete sich an Absolventen deutschsprachiger Filmhochschulen. Ausgezeichnet wurden innovative, kreative und gut erzählte Abschlussfilme mit fiktiver Handlung vom Fünfminüter bis zum abendfüllenden Spielfilm. Die Preiskategorien waren seit 2017 „Bester Film“, „Bester Kurzfilm“, „Beste Dokumentation/Reportage“ und „Bestes Entertainment“. Neu war auch, dass sich neben Filmhochschulabsolventen kreative Autodidakten und Quereinsteiger unter 30 für „Beste Doku“/„Bestes Entertainment“ bewerben konnten. Bis 2002 wurde die Auszeichnung statt in Kategorien jeweils als erster, zweiter und dritter Preis vergeben. 
2020 und 2021 fiel die Preisverleihung aufgrund der Covid-19-Pandemie aus. Seit 2022 gibt es den Wettbewerb in der bisherigen Form nicht mehr: Er ist seitdem Teil des First Steps Awards, eines deutschlandweiten Nachwuchspreises der Deutschen Filmakademie in Berlin.
Während der Preisgala wurden zudem bis 2019 die beste Nachwuchsschauspielerin und der beste Nachwuchsschauspieler mit dem „Schauspieler-Fernsehpreis“ (bis 2016 Günter-Strack-Fernsehpreis) ausgezeichnet und ab 2008 der Hamburger Krimipreis verliehen, siehe jeweils gesonderte Artikel.

## Preisträger
(Quelle:)

### 1997
1. Connie Walther für Das erste Mal
2. Jörg Lühdorff für Die Feuertaufe
3. Holger Borggrefe für Männer und ihre Hobbies

Sonderpreis: Andreas Ulmer für Hilda Humphrey

### 1998
1. Lars Kraume für Dunckel
2. René Heisig für Pauls Reise
3. Benjamin Herrmann für Der große Lacher

Sonderpreis: Daniel Nocke und Sylvia Sabiwalsky für Der Peitschenmeister

### 1999
1. Klaus Krämer und Kaspar v. Erffa für Drei Chinesen mit dem Kontrabass
2. Stefan Krohmer für Barracuda Dancing
3. Florian Gallenberger für Quiero ser – I want to Be

Sonderpreis: Marc-Andreas Bochert für Kleingeld

### 2000
1. Hendrik Handloegten für Paul Is Dead
2. Vanessa Jopp für Vergiss Amerika
3. Oliver Dommenget für 3 Tage 44

### 2001
1. Hannes Stöhr für Berlin is in Germany
2. Tim Trageser für Clowns
3. Martin Gypkens für Schluss mit lustig und Thomas Kronthaler für Die Scheinheiligen

### 2002
1. Florian Baxmeyer für Die rote Jacke
2. Christoph Valentien für Santa smokes
3. Torsten Löhn für Paule und Julia

### 2003
- Bester Film: Sascha Verhey für Zwei Wochen Argentinien
- Beste Regie: Sebastian Grobler für Morgen früh ist die Nacht rum und Norbert Baumgarten für Befreite Zone[3]
- Bestes Drehbuch:  Norbert Baumgarten für Befreite Zone

### 2004
- Bester Film: Jan Martin Scharf für Wahrheit oder Pflicht
- Beste Regie: Manuel Flurin Hendry für Strähl
- Bestes Drehbuch: Felix Randau für Northern Star

### 2006
- Bester Film: Jochen Laube für Urlaub vom Leben
- Beste Regie: Baran Bo Odar für Unter der Sonne
- Bestes Drehbuch: André Erkau für 37 ohne Zwiebeln
- Publikumspreis: Stephan Rick für Richtung Leben

### 2007
- Bester Film (ex aequo): Ines Just für pingpong und Philip Pratt für Preußisch Gangstar
- Beste Regie: Marc Brummund für Land gewinnen
- Bestes Drehbuch: Anna Brüggemann und Dietrich Brüggemann für Neun Szenen
- Publikumspreis: Philipp Osthus für Der Mungo

### 2008
- Bestes Drehbuch: Felix Hassenfratz für Der Verdacht
- Bester Film: Jonas Dornbach für Auf Nummer sicher?
- Beste Regie: Hanno Olderdissen für Robin
- Bester Kurzfilm: Nico Zingelmann für 15 Minuten Wahrheit[4]

### 2009
- Bestes Drehbuch: Johanna Stuttmann für Nacht vor Augen
- Beste Regie: Emily Atef für Das Fremde in mir
- Beste Produktion: Matthias Adler für Novemberkind
- Bester Kurzfilm: Frauke Thielecke für Abendlied

### 2010
- Bestes Drehbuch: Burhan Qurbani für Shahada
- Beste Regie: Oliver Kienle für Bis aufs Blut
- Beste Produktion: Leif Alexis für Shahada
- Bester Kurzfilm, als Publikumspreis: Enno Reese für Zwei Zimmer, Balkon

### 2011
- Bestes Drehbuch: Sophie Heldman für Satte Farben vor Schwarz
- Beste Regie: Alexander Dierbach für Uns trennt das Leben
- Beste Produktion: Stefan Gieren für Raju
- Bester Film: Andreas Kannengießer (Regie), Nico Woche (Drehbuch) und Anna Wendt (Produktion) für Vergiss dein Ende
- Bester Kurzfilm, als Publikumspreis: Steffen Cornelius Tralles für Listenhunde

### 2012
- Bestes Drehbuch: David F. Wnendt für Kriegerin
- Beste Regie: Lars-Gunnar Lotz für Schuld sind immer die Anderen
- Beste Produktion: Sophie Stäglich für Kriegerin
- Bester Kurzfilm, als Publikumspreis: Florian Knittel für Lichtjahre

### 2013
- Bestes Drehbuch: Hüseyin Tabak für Deine Schönheit ist nichts wert
- Beste Regie: Lena Knauss für Geister, die ich rief
- Beste Produktion: Rafael Parente und Simon Amberger für Eastalgia
- Bester Kurzfilm, als Publikumspreis: Benjamin Teske für Fliehkraft[5]

### 2014
- Bestes Drehbuch: Barbara Ott für Sunny
- Beste Regie: Ester Amrami für Anderswo
- Beste Produktion: Alena Jelinek für Killing all the flies
- Bester Kurzfilm, als Publikumspreis: Hendrik M. Schmitt für Tschüss Papa[5]

### 2015
- Bestes Drehbuch: Micah Magee für Petting Zoo
- Beste Regie: Patrick Vollrath für Alles wird gut
- Beste Produktion: Alexandra Staib für Sadakat
- Bester Kurzfilm, als Publikumspreis: Viviane Andereggen für Schuld um Schuld[6]
- Bester Mittellanger Film: Siri Nitschke für Porn Punk Poetry[5]

### 2016
- Bestes Drehbuch: Alexander Costea für Die Maßnahme
- Beste Regie: Anne Zohra Berrached für 24 Wochen
- Beste Produktion: Johannes Jancke für 24 Wochen
- Bester Kurzfilm, als Publikumspreis: Daniel Rübesam für When Demons Die
- Bester Mittellanger Film: Elena Winterer für Route B96[7]

### 2017
- Bester Film: Mia Spengler für Back for Good
- Bester Kurzfilm: Katja Benrath, Julia Drache und Tobias Rosen für Watu Wote
- Beste Dokumentation/Reportage: Minsu Park für Sewol – Die gelbe Zeit
- Bestes Entertainment: Fynn Kliemann für Kliemannsland

### 2018
- Bester Kurzfilm: Laura Klippel für Rå[8]
- Beste Dokumentation (Eberhard-Fechner-Preis): Leonhard Hollmann für Stiller Kamerad
- Bester Film: Henrika Kull (Regie und Produktion) und Sophie Lakow (Produktion) für Jibril
- Bestes Entertainment: Stefan Titze für die Sketche "Rathaus of Cards" und "Spießer"
- Impuls Preis: Helena Hofmann für Worauf es ankommt

### 2019
- Bester Kurzfilm: Lukas Nathrath (Regie und Drehbuch) und Henriette Ahrens (Produktion) für Kippa[9]
- Beste Dokumentation (Eberhard-Fechner-Preis): Beryl Magoko für In Search
- Bester Film: Eva Trobisch für die Regie von Alles ist gut
- Bestes Entertainment: Giulia Becker für Let’s Go! Startup-Content Park
- Impuls Preis: Sophia Bierend und Johannes Dreibach für ihr Exposé Fett schwimmt oben
- Beste Nachwuchsdarstellerin: Milena Tscharntke für Alles Isy
- Bester Nachwuchsdarsteller: Thomas Prenn für Tatort: Damian
- Hamburger Krimipreis: Viviane Andereggen für Rufmord